# Acacia latipes
Acacia latipes är en ärtväxtart som beskrevs av George Bentham. Acacia latipes ingår i släktet akacior, och familjen ärtväxter.

## Underarter
Arten delas in i följande underarter:
- A. l. latipes
- A. l. licina